# 孔达多德卡斯蒂尔诺沃
孔达多德卡斯蒂尔诺沃，是西班牙卡斯蒂利亚-莱昂塞戈维亚省的一个市镇。 总面积24平方公里，总人口114人（2001年），人口密度5人/平方公里。